# Bill Parcells
Duane Charles „Bill“ Parcells (* 22. August 1941 in Englewood, New Jersey) ist ein US-amerikanischer American-Football-Trainer. Als Head Coach in der National Football League (NFL) gewann er mit den New York Giants zwei Mal den Super Bowl. Er ist der erste Head Coach der NFL, der drei verschiedene Mannschaften ins Championship Game führte. Neben den New York Giants (im NFC Championship Game) führte er die New England Patriots und die New York Jets ins AFC Championship Game.

## Karriere
Parcells spielte als Linebacker für die Wichita State University, die damals University of Wichita hieß. Obwohl er von den Detroit Lions in der 7. Runde des NFL Drafts 1964 ausgewählt wurde, machte er kein Spiel in der NFL – die Lions entließen ihn noch vor dem Beginn der Regular Season. Bis 1978 arbeitete er an mehreren Colleges und Universitäten als Assistenztrainer.

## NFL
1979 nahm er dann einen Job als Defensive Coordinator bei den New York Giants an, verließ sie aber 1980 wieder, um die Linebacker der New England Patriots unter Head Coach Ron Erhardt für ein Jahr zu trainieren. Als er wieder zurückkehrte, war er wieder Defensive Coordinator. Als Ray Perkins, der damalige Head Coach der Giants, ankündigte, das Team zu verlassen, wurde Parcells ebendieser in der Mannschaft. Trotz schlechter Leistungen in der ersten Saison konnte er mit den Giants ihre ersten beiden Super Bowls gewinnen, Super Bowl XXI und Super Bowl XXV.
1990 verließ er die NFL und moderierte einige Radio- und Fernsehsendungen, jedoch trat er 1992 mit den Tampa Bay Buccaneers in Kontakt und hatte per Handschlag ausgemacht, deren Head Coach zu werden. In letzter Minute änderte er aber seine Meinung und nahm den gleichen Job bei den Patriots an. Dort verlor er den Super Bowl XXXI gegen die Green Bay Packers. Aufgrund einiger Streitigkeiten mit dem Besitzer des Teams, vor allem beim Draft, verließ er es für die New York Jets, die den Patriots einige Draftrechte abgeben mussten, um Parcells zu übernehmen. Mit den Jets erreichte er noch mal das AFC Championship Game und verließ 1998 ein weiteres Mal die Liga. Vier Jahre später fing er aber wieder als Head Coach bei den Cowboys an und blieb das bis 2006. Dann beendete er ein drittes Mal seine Karriere als Trainer in der NFL.
Während seiner vielen Trainerstationen, bildete er auch viele andere Trainer aus. Einer dieser war Bill Belichick, der heute als einer der besten Head Coaches der NFL gilt.
Er war danach ab 2008 Vizepräsident bei den Miami Dolphins und wechselte 2014 als Berater zu den Cleveland Browns.
Bill Parcells wurde im Jahr 2013 in die Pro Football Hall of Fame aufgenommen.